# 7번국도 (노래)
〈7번국도〉는 2017년 7월 14일 발매된 장민호의 디지털 싱글이다.
원래 7번국도(국도 제7호선)는 부산광역시 중구 중앙동 옛시청 교차로와 함경북도 온성군 남양면을 잇는 일반 국도이며 우리나라에서 가장 아름다운 해안도로 중 하나로 동해안 최고의 드라이브 코스로 꼽힌다.
노래 속 화자는 ‘해 뜨는 정동진에서 바닷길 7번국도를 따라’ 남쪽으로 서성거리는 옛사랑의 추억을 더듬는데 이러한 사연을 담은 노래 〈7번국도〉는 드라이브송으로 많은 사랑을 받았고, 인기에 힘입어 장민호는 7번국도를 따라 각 지역에서 열리는 행사에 많이 섭외되며 활발한 활동을 했다고 한다.
한편 원곡의 인기와 더불어 절친한 후배 가수 이찬원이 부른 7번국도와 내일은 미스트롯2 출신의 가수 홍지윤이 부른 7번국도 역시 화제가 되었다.

강원 고성군 화진포에 설치되어 있는 <7번국도> 노래비

## 정보
- 노래 첫 소절 정동진(正東津)은 강릉시 강동면 정동진리에 있는 바닷가를 말한다. '한양(漢陽)의 광화문에서 정동쪽에 있는 나루터가 있는 마을'이라는 뜻으로 이름이 지어졌다.[9]

- 2절에 등장하는 간절곶(艮絶串)은 울산 울주군 서생면 대송리 일원에서 해안 쪽으로 돌출한 곶을 말하며, 동해안에서 가장 먼저 해가 떠오르는 명소로 알려져 있다.[10]

## 노래비
장민호 공식팬클럽 민호특공대의 제안으로 7번국도 노래를 기념하는 노래비가 7번국도 최북단에 위치한 강원 고성군 화진포 일대에 건립되어, 2022년 10월 20일 제22회 고성통일 명태축제 개막일에 맞춰 초청 인사와 팬클럽 회원들이 참석한 가운데 제막식이 열렸다.

## 수록곡
전체 작사: 미소. 전체 작곡: 미소
| #            | 제목                | 재생 시간 |
| ------------ | ------------------- | --------- |
| 1.           | 〈7번국도〉         | 3:15      |
| 2.           | 〈7번국도 (Inst.)〉 | 3:15      |
| 총 재생 시간 | 총 재생 시간        | 6:30      |

## 크레딧
- 프로듀서: 신훈철
- 작사/작곡: 미소
- 편곡: 송태호
- 피아노: 심진영
- 코러스: 한수영
- 기타: 이태욱, 서창원, 염주현
- 브라 : 김동하, 이한진
- 스트링: 배신희 외
- 드럼: 이상훈
- 베이스: 박한진
- 레코딩 엔지니어: 나다윗
- 믹싱 엔지니어: 최남진
- 마스터링 엔지니어: 도정회

## 같이 보기
- 드라마 (장민호의 음반)
- 남자는 말합니다
- 사는 게 그런 거지
- 읽씹 안읽씹
- 에세이 ep.1